# Clément Saint-Martin
Pour les articles homonymes, voir Saint-Martin.
Clément Saint-Martin, né le 16 août 1991 à Gruchet-le-Valasse, est un coureur cycliste français. Il évolue au niveau professionnel en 2014 et 2015.

## Biographie
Au mois d'octobre 2014, le site Internet du quotidien La Provence annonce que le coureur prolonge son contrat avec La Pomme Marseille 13.
Non conservé par Marseille 13 KTM à l'issue de la saison 2015, Clément Saint-Martin réintègre l'équipe Océane Top 16 en 2016.

## Palmarès et résultats

### Palmarès par année
- 2011
  - 2e du Grand Prix de Saint-Hilaire-du-Harcouët
  - 3e du Tour de Seine-Maritime
- 2012
  - Grand Prix d'Yquelon
  - Vienne Classic espoirs
  - Souvenir Sylvain-Eudeline
  - Trio normand espoirs (avec Alexis Gougeard et Julien Duval)
  - 2e du Grand Prix du Grancopais
  - 3e du championnat de Normandie sur route
- 2013
  - Grand Prix de la ville de Buxerolles
  - 2e du Grand Prix d'ouverture Pierre Pinel
  - 2e du championnat du Poitou-Charentes sur route
  - 2e du championnat de France sur route amateurs
  - 2e du Grand Prix de Nedde
  - 3e des Boucles de l'Essor
  - 3e du Tour de Basse-Navarre
  - 3e du Grand Prix de Marthon
- 2016
  - Classement général du Critérium des Deux Vallées
  - Grand Prix de Champniers
  - 2e du Grand Prix des Fêtes de Cénac-et-Saint-Julien
  - 2e du championnat du Poitou-Charentes sur route
  - 3e du Grand Prix d'ouverture Pierre Pinel
  - 3e de La SportBreizh
  - 3e de la Nocturne de Jarnac
  - 3e du Mémorial d'Automne
- 2017
  - 2e du Grand Prix de Ladiville
  - 2e du Grand Prix de Villejésus
  - 2e du Grand Prix d'Availles-Limouzine
- 2018
  - Ronde du Pays basque
  - Essor basque
  - 2e de l'Atria Charade Cycliste Tour
- 2019
  - 4e épreuve des Boucles du Haut-Var
  - 2e de la Nocturne de Périgueux
  - 2e du Prix de la Saint-Laurent
  - 3e du Grand Prix des Fêtes de Coux-et-Bigaroque
  - 3e du Grand Prix d'Availles-Limouzine
- 2023
  - Nocturne des Remparts

### Classements mondiaux
| Année           | 2014 | 2015 |
| --------------- | ---- | ---- |
| UCI Europe Tour | 716e | 588e |